# Liste der Monuments historiques in Breteuil (Oise)
Die Liste der Monuments historiques in Breteuil (Oise) führt die Monuments historiques in der französischen Gemeinde Breteuil auf.

## Liste der Bauwerke
| Bezeichnung                            | Beschreibung                  | Standort | Kennzeichnung | Schutzstatus | Datum | Bild           |
| -------------------------------------- | ----------------------------- | -------- | ------------- | ------------ | ----- | -------------- |
| Geburtshaus von Hippolyte Bayard       | Erbaut im 18./19. Jahrhundert | (Lage)   | PA60000045    | Inscrit      | 2002  |                |
| Ehemalige Abtei Notre-Dame de Breteuil | Erbaut ab dem 13. Jahrhundert | (Lage)   | PA00114550    | Classé       | 1883  | weitere Bilder |
| Weinlager                              | Erbaut 1872                   | (Lage)   | PA00132912    | Inscrit      | 1994  | weitere Bilder |

## Liste der Objekte
| Bezeichnung                                     | Beschreibung                                    | Standort                                 | Kennzeichnung | Schutzstatus | Datum | Bild |
| ----------------------------------------------- | ----------------------------------------------- | ---------------------------------------- | ------------- | ------------ | ----- | ---- |
| Grabplatte für Nicolas Corbel                   | Stein, 1411                                     | in der ehemaligen Abteikirche Notre-Dame | PM60004941    | Inscrit      | 2010  |      |
| Grabplatte für Jehan le Vuault                  | Kalkstein, drittes Viertel des 13. Jahrhunderts | in der ehemaligen Abteikirche Notre-Dame | PM60004942    | Inscrit      | 1910  |      |
| 19 Architekturelemente (Kapitelle, Friese etc.) | Stein, erste Hälfte des 16. Jahrhunderts        | in der ehemaligen Abteikirche Notre-Dame | PM60004940    | Inscrit      | 2010  |      |